# Stresa-Front

Staaten der Stresa-Konferenz und von ihnen abhängige Gebiete sowie das nationalsozialistische Deutschland

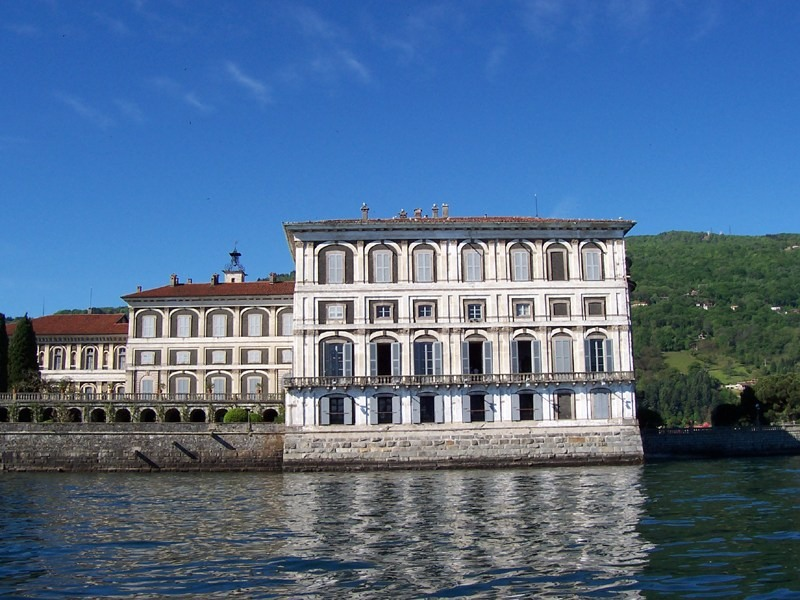
Der Konferenzort: der Palazzo Borromeo auf der Isola Bella im Lago Maggiore

Die Stresa-Front war ein Zusammenschluss der drei Mächte Großbritannien, Frankreich und Italien auf der Konferenz in Stresa am Lago Maggiore vom 11. bis 14. April 1935. Sie war die letzte gemeinsame größere diplomatische Aktion der ehemaligen Weltkriegsverbündeten gegen die revisionistische und expansionistische Außenpolitik des nationalsozialistischen Deutschlands.
Grund für das Abkommen war die zu diesem Zeitpunkt einen Monat alte Erklärung Deutschlands, jegliche Rüstungsbeschränkungen des Versailler Vertrages als nichtig aufzufassen. Adolf Hitler rechtfertigte dies durch die Verlängerung der Dienstzeit in der französischen Armee sowie mit der Erneuerung des französisch-belgischen Militärabkommens (das wiederum eine Reaktion auf Hitlers Weigerung war, die Verträge von Locarno zu verlängern). Am 16. März 1935 verkündete die deutsche Reichsregierung das Gesetz über den Aufbau der Wehrmacht, das eine Friedensstärke der deutschen Heeres von 12 Korpskommandos und 36 Divisionen, entsprechend etwa 500.000 Mann, vorsah. Im Gesetz wurde auch die baldige Wiedereinführung der allgemeinen Wehrpflicht angekündigt.
Teilnehmer an der Konferenz waren von französischer Seite Premierminister Pierre-Étienne Flandin und Außenminister Pierre Laval und von britischer Seite Premierminister Ramsay MacDonald und Außenminister John Simon. Gastgeber war Benito Mussolini. Dieser fürchtete einen deutschen Zusammenschluss mit Österreich und erhoffte sich aus der Annäherung an Frankreich und Großbritannien Zugeständnisse bei seinen Expansionsplänen gegen Äthiopien. Die französische Seite signalisierte dazu Zugeständnisse, während Großbritannien auf die heimische öffentliche Meinung bei den anstehenden Wahlen verwies. Auf Betreiben Frankreichs und Italiens wurde im Schlusskommunique nur noch der Frieden in Europa genannt. Mussolini sah dies als einen diplomatischen Erfolg für seine militärischen Expansionspläne in Ostafrika an und vertraute darauf, dass Großbritannien im Kriegsfall das Bündnis gegen Hitler wegen Äthiopien nicht gefährdete.
Am 14. April 1935 verabschiedeten die Konferenzteilnehmer eine Resolution, in der sie den Willen betonten, gemeinsam den Frieden im Rahmen des Völkerbundes aufrechtzuerhalten. Das unilaterale Vorgehen der deutschen Regierung und die angekündigte Größe des deutschen Rüstungsprogramms „zu einem Zeitpunkt, zu dem Schritte zu einem frei ausgehandeltes Abrüstungsabkommen unternommen“ worden seien, wurden bedauert. Die britisch-französisch-italienischen Erklärungen vom 17. Februar und 27. September 1934 zur Unabhängigkeit und Integrität Österreichs wurden bekräftigt. In einer separaten britisch-italienischen Erklärung versicherten beide Mächte, dass sie weiterhin Garantiemächte für den Vertrag von Locarno seien.
Die Einheit der Konferenzteilnehmer hielt nur etwa zwei Monate. Letztlich zerbrach die Allianz an den unterschiedlichen Interessen. Frankreich war vor allem an der Aufrechterhaltung der Friedensordnung von Locarno interessiert. In Großbritannien herrschte eine starke Anti-Kriegs-Stimmung und die britische Regierung zeigte einerseits Bereitschaft, den deutschen Forderungen in einigen Punkten entgegenzukommen und ein neues Gleichgewicht der Kräfte in Europa zuzulassen. Andererseits misstraute sie den italienischen Kolonialabsichten in Ostafrika und im Mittelmeerraum. Italien wiederum wollte Österreich in seiner Einflusssphäre behalten und suchte nach einer Gelegenheit, Abessinien zu kolonisieren. Das endgültige Ende der Stresa-Front zeigte sich spätestens mit dem Abschluss des deutsch-britischen Flottenabkommens vom 18. Juni 1935, das direkt gegen die Bedingungen des Versailler Vertrages zur Beschränkung der deutschen Seerüstung verstieß. Damit gestand Großbritannien ein, dass der Vertrag nicht mehr bindend sei, und verschaffte Hitler einen außenpolitischen Erfolg, der die Aufrüstung der Wehrmacht zu legitimieren schien.